# تمپلین

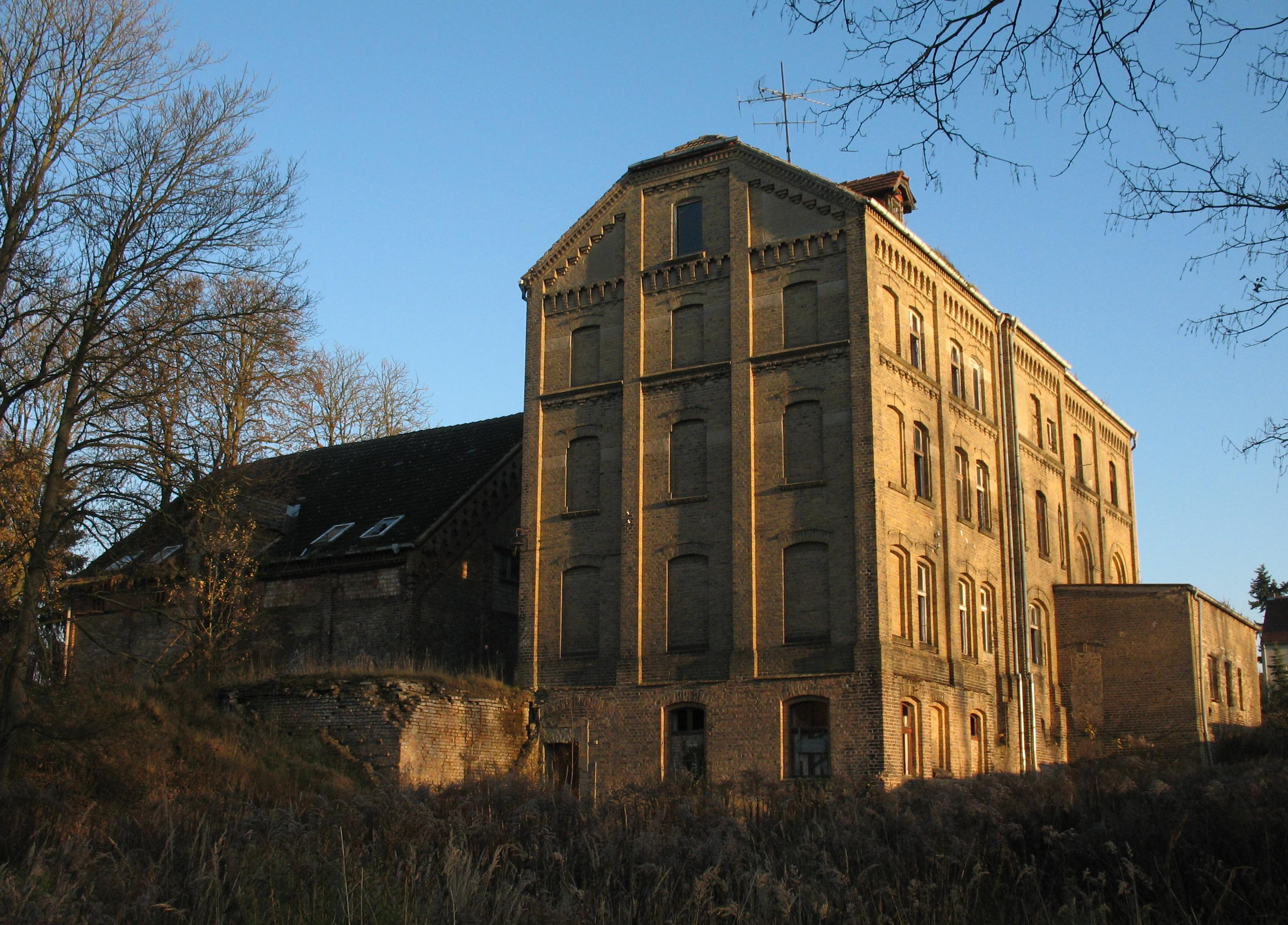

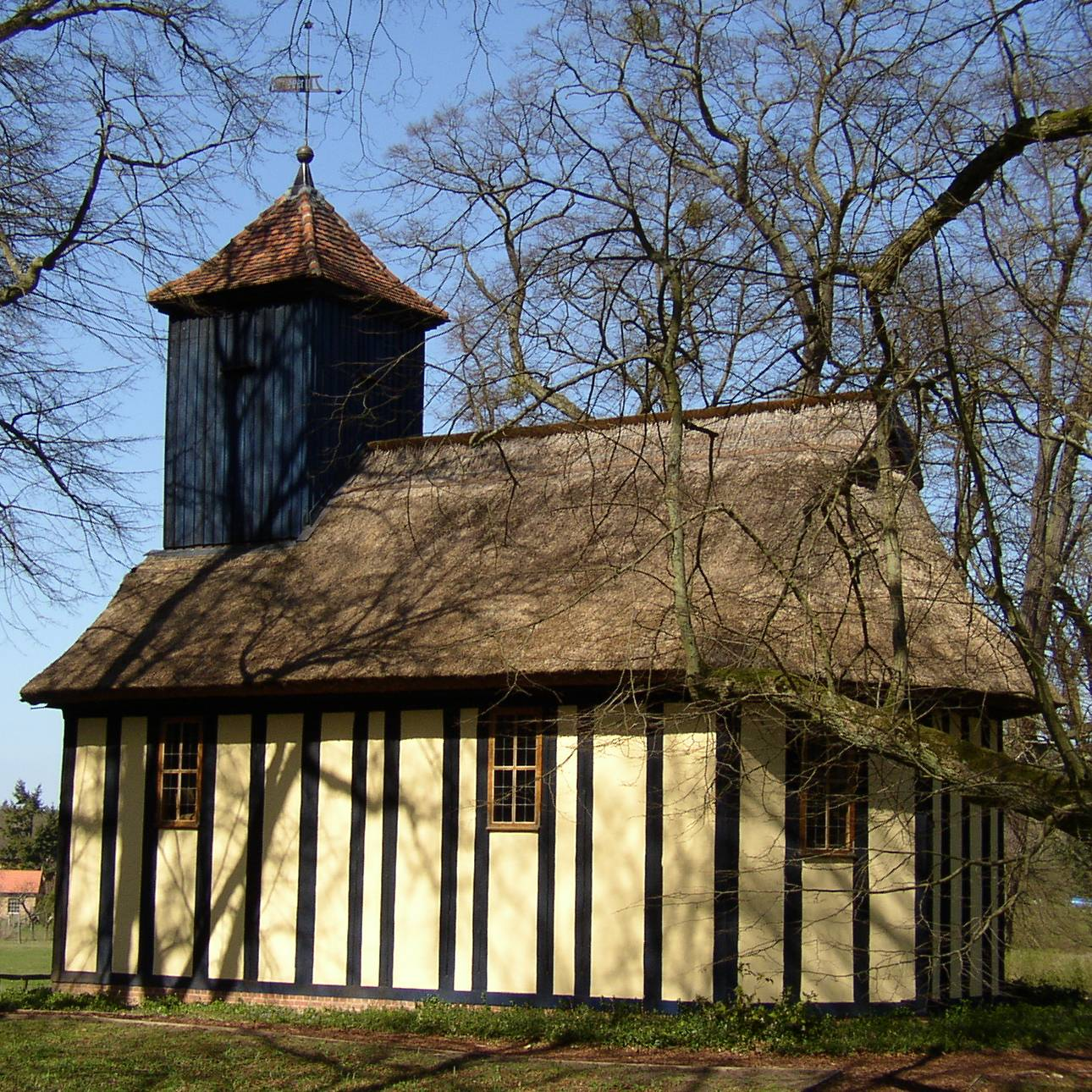

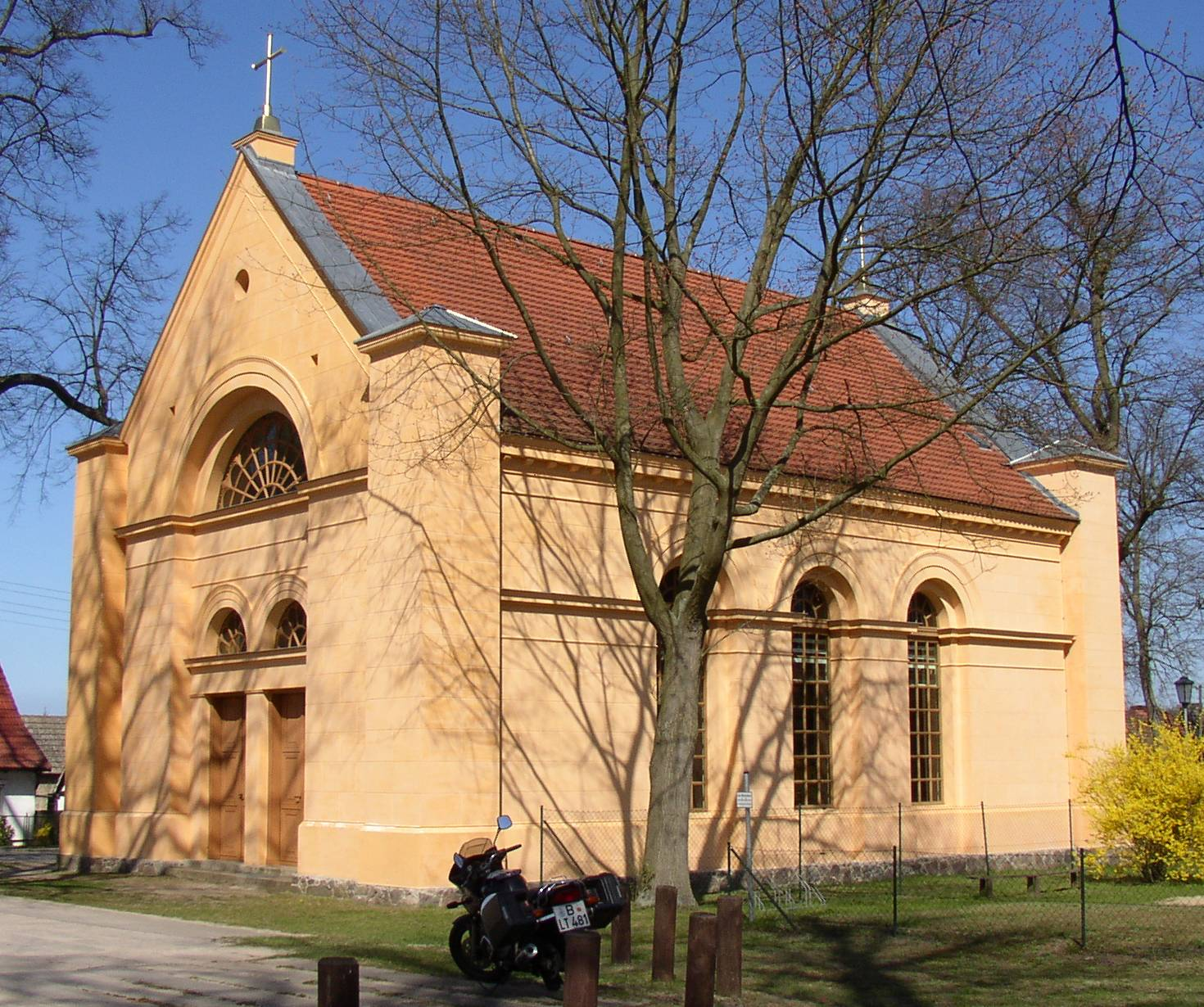

شهر تمپلین (به آلمانی: Templin) در ایالت برندنبورگ در کشور آلمان واقع شده‌است.